# Friedrich I. (Dänemark und Norwegen)

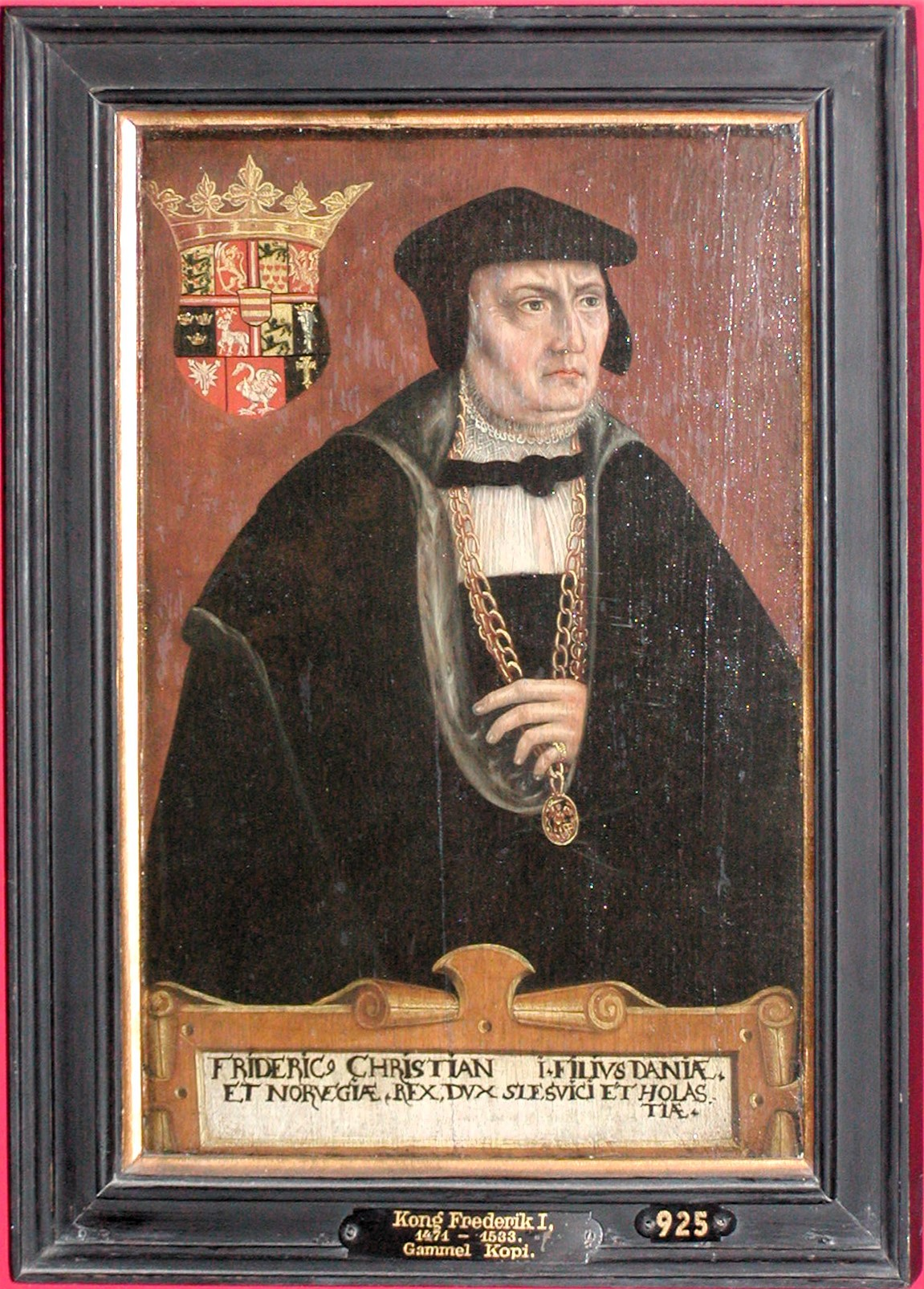
Friedrich I. von Dänemark und Norwegen, Kopie eines Gemäldes um 1500, Det Nationalhistoriske Museum på Frederiksborg Slot

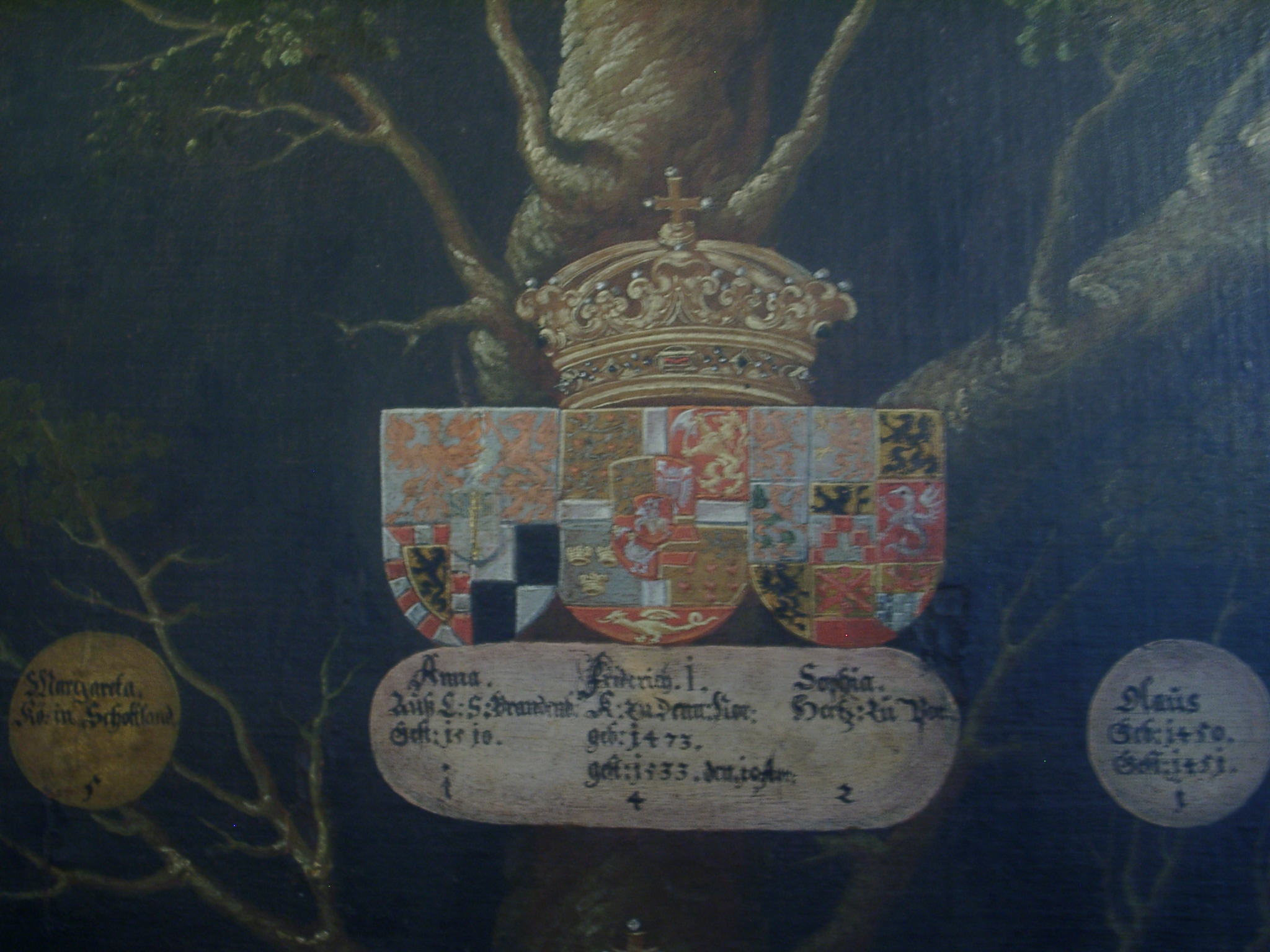
Wappen von Friedrich I. und seinen beiden Ehefrauen

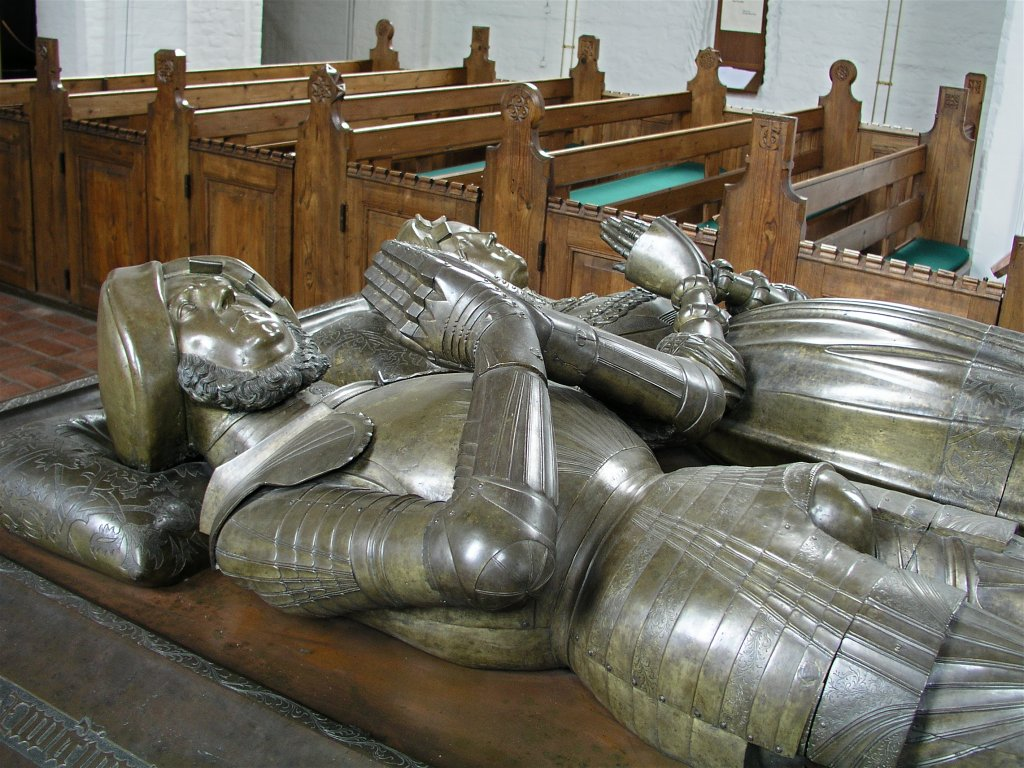
Kenotaph für Anna von Brandenburg und Friedrich I. von Dänemark und Norwegen in der Klosterkirche Bordesholm in Bordesholm

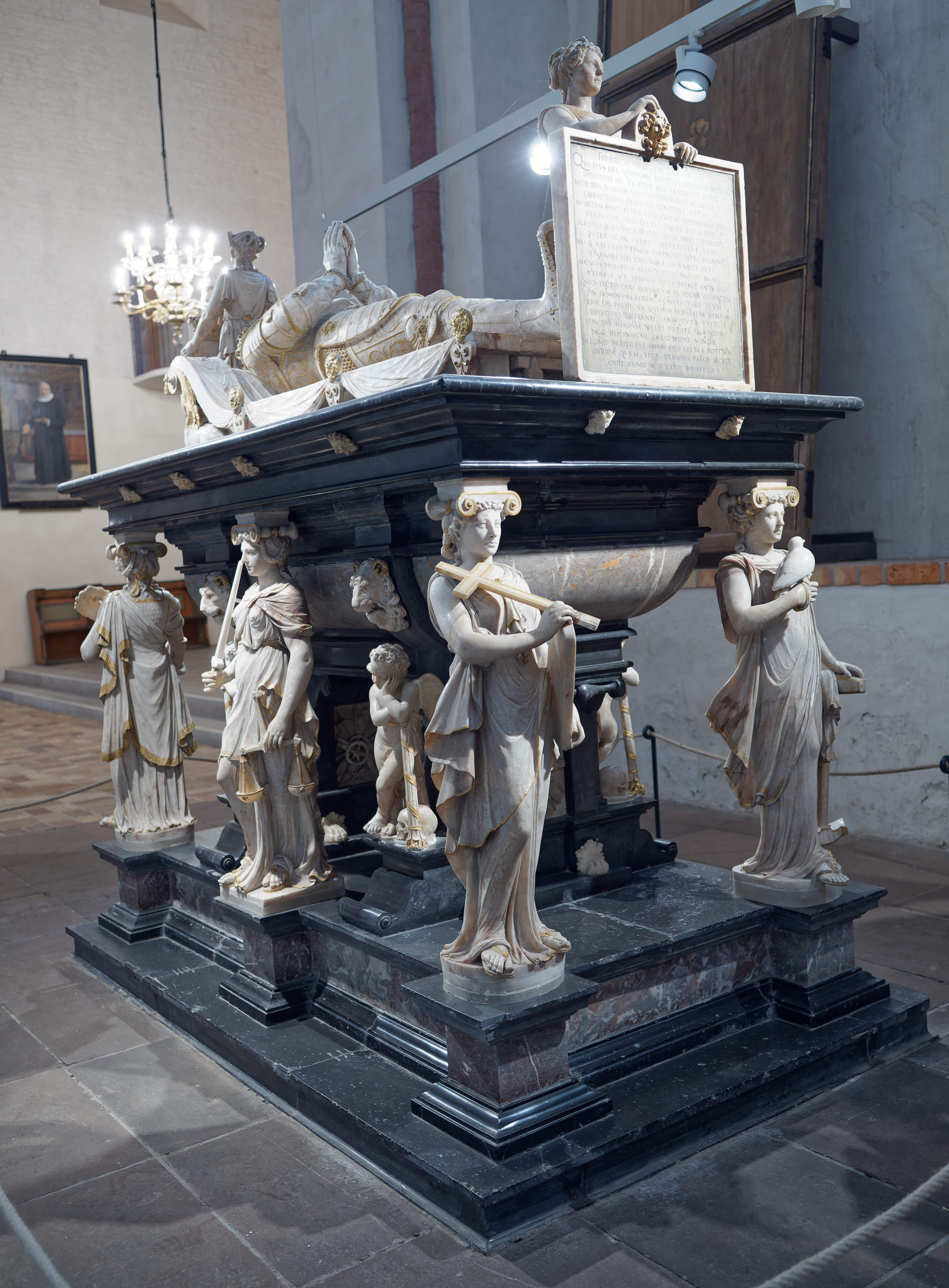
Kenotaph Friedrichs I. im St. Petri-Dom zu Schleswig

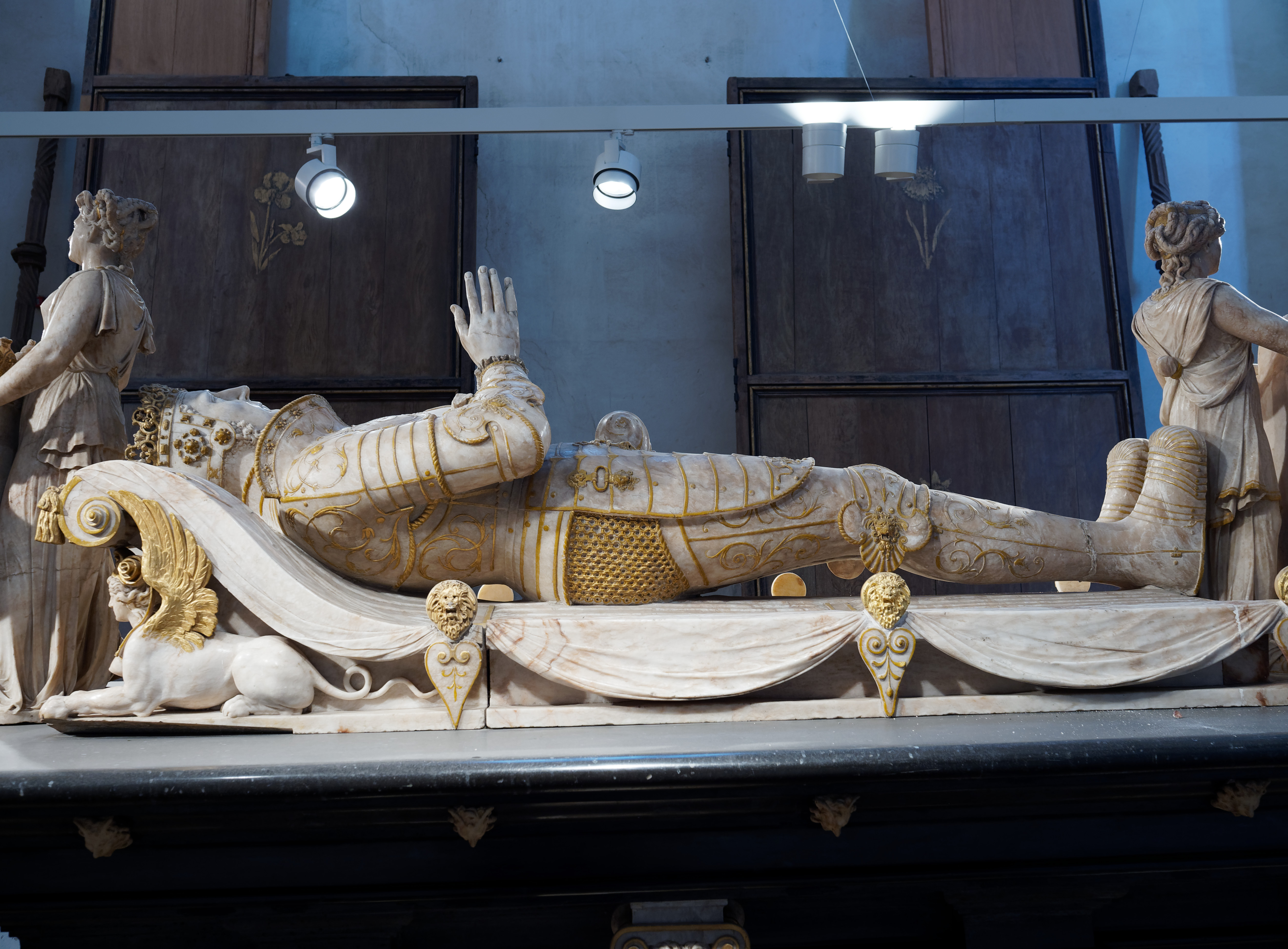
Skulptur Friedrich I. als Detail des Kenotaphs

Friedrich I., dänisch und norwegisch Frederik I, (* 7. Oktober 1471 in Hadersleben; † 10. April 1533 in Gottorf) war von 1490 bis 1533 Herzog von Schleswig und Holstein, von 1523 bis 1533 König von Dänemark und von 1524 bis 1533 auch König von Norwegen.

## Leben
Friedrich war der vierte und mit Abstand jüngste Sohn von König Christian I. von Dänemark, Norwegen und Schweden und dessen Gemahlin Dorothea von Brandenburg, der jüngsten Tochter des Markgrafen Johann von Brandenburg.

### Herzog von Schleswig-Holstein-Gottorf
Bereits zu Christians Lebzeiten hatte Königin Dorothea ihren Mann gebeten, ihrem jüngsten Sohn die Herzogtümer Schleswig und Holstein allein zu hinterlassen. Anders als seine älteren Geschwister verbrachte Friedrich daher auch den größten Teil seiner Jugend auf Schloss Gottorf, die Ausbildung im Chorherrenstift zu Bordesholm geht auf eine Verwechslung mit Herzog Friedrich III. zurück. Doch nach Christians Tod 1481 weigerte sich Johann I., das Wahlrecht der schleswig-holsteinischen Adligen anzuerkennen, sondern beharrte stattdessen auf dem deutschen Erbrecht, das beide Brüder gleichstellte. Aus späteren Zeiten ist überliefert, dass Friedrich zugleich auch mit einer Pfründe am Kölner Dom ausgestattet wurde. Es ist jedoch unklar, ob er je nach Köln ging. 1482 wurden Friedrich gemeinsam mit seinem Bruder Johann an der Levensau an der Grenze zwischen den Herzogtümern gehuldigt. Die Regentschaft für Friedrich übernahm zunächst seine Mutter, die große Teile der Herzogtümer als Pfandbesitz hielt.
Obwohl der Vertrag von Ripen die Teilung der Herzogtümer Schleswig und Holstein verbot, konnte Dorothea 1490 durchsetzen, dass die Herzogtümer unter den Brüdern geteilt wurden. Geteilt wurde so, dass die Einnahmen der Ämter, Städte und Landschaften beider Herzöge gleich groß waren. Es waren keine zusammenhängenden Gebiete, sondern sie verteilten sich jeweils über beide Herzogtümer. Adlige und geistliche Länder unterstanden der gemeinschaftlichen Regierung beider Herzöge. Beide Brüder trugen den Titel „Herzog von Schleswig und Holstein“ und hielten gemeinsame Landtage. Belehnungen erfolgten in beider Namen und Steuern konnten nur gemeinsam erhoben werden. Die Landesverteidigung oblag beiden Regenten gemeinsam. Nach dem Grundsatz „Der Ältere teilt, der Jüngere wählt“ ließ König Johann seinem Bruder die erste Wahl. Dieser entschied sich für den Anteil, der nach dem Residenzschloss Gottorf den Namen Schleswig-Holstein-Gottorf erhielt. Weitere Ansprüche Friedrichs auf Teile von Dänemark oder auf den Titel „Erbe von Norwegen“ lehnte König Johann ab.
Friedrich regierte seine Gebiete von Gottorf relativ souverän. Dank der erfolgreichen Finanzpolitik seiner Mutter, die vor allem ihm zugutekam, konnte er die Schulden seiner Vorgänger ablösen. Im Amt Tondern förderte er die Gewinnung neuer Köge. Zu seinen wichtigsten Mitarbeitern gehörten schleswig-holsteinische Adlige wie Johann und Melchior Rantzau.
In den Auseinandersetzungen um Dithmarschen unterlagen König Johann und Herzog Friedrich am 17. Februar 1500 in der Schlacht bei Hemmingstedt den Dithmarscher Bauern. Eine der herzoglichen Burgen, die Tielenburg, der Verwaltungssitz der Landschaft Stapelholm, wurde dabei zerstört.
1502 heiratete er mit päpstlichem Dispens Anna von Brandenburg, die Nichte seiner Mutter. Gleichzeitig heiratete seine Nichte Elisabeth Annas Bruder Joachim von Brandenburg. Das Herzogspaar stiftete der Klosterkirche Bordesholm 1509 das Chorgestühl und 1514 den Brüggemann-Altar. Als Witwensitz für Anna ließ Friedrich das Kieler Schloss 1512 neu erbauen. Der  dreigeschossige Backsteinbau ist nicht erhalten. Doch Anna starb bereits 1514 im Alter von 26 Jahren und wurde in Bordesholm bestattet. Das spätgotische Kenotaph mit einem Doppelbild des Herzogpaares, das Friedrich für sie errichten ließ, belegt, dass er ursprünglich dort beerdigt werden wollte. Friedrichs zweite Frau wurde 1518 Sophia, die Tochter von Bogislaw X. von Pommern.
Aus den Auseinandersetzungen seines Bruders und nach dessen Tod 1513 seines Neffen Christian II. mit den Reichsverwesern von Schweden und mit Lübeck und der Hanse, die am Handel mit Schweden festhielten, hielt Friedrich sich weitgehend heraus. 1503 gelang es ihm immerhin, einen Frieden mit Lübeck zu vermitteln. Er wurde dann aber von seinem Bruder dazu gezwungen, für die Schiffe, die die Lübecker verloren hatten, aufzukommen. Als die Konflikte 1508 und 1522 wieder aufflackerten, setzte Friedrich zusammen mit der schleswig-holsteinischen Ritterschaft die Neutralität der Herzogtümer durch.
Auch seinem Neffen gegenüber verhielt er sich zunächst neutral. Als sich Christian II. nach dem Stockholmer Blutbad von seinem Schwager, Kaiser Karl V., das alleinige Lehnsrecht über Holstein verleihen ließ, wehrte sich Friedrich dagegen. Durch den Schwedischen Befreiungskrieg unter Druck geraten, musste Christian im Bordesholmer Vergleich 1522 auf seine Ansprüche verzichten. Anfang 1523 wurde ihm in Husum die dänische Krone angeboten, woraufhin Friedrich sich dem Aufstand des jütischen Adels und der dänischen Bischöfe gegen Christian II. anschloss. Seine Truppen, unter Führung des Feldherrn Asche von Cramm, rückten in Dänemark ein und zwangen Christian zur Flucht.

### König von Dänemark und Norwegen
Nach der Absetzung und Vertreibung seines Neffen wurde Friedrich 1523 von den dänischen Ständen zum König gewählt. In den königlichen Anteilen von Schleswig und Holstein wurde Friedrich als Herzog anerkannt, übergab jedoch im gleichen Jahr einen Teil des nördlichen Herzogtums mit Hadersleben an seinen Sohn Christian. 1524 wurde Friedrich auch König von Norwegen.
Auch als König von Dänemark-Norwegen behielt er seinen Wohnsitz auf Schloss Gottorf bei. Er war der einzige dänische König, der von den Herzogtümern aus regierte. Mit dem Westflügel von Schloss Gottorf ließ er das erste Renaissancegebäude nördlich der Elbe errichten.
1524 verlieh Friedrich dem Schleswig-Holsteiner Adel als Dank für seine Unterstützung in der Großen Landesmatrikel die Patrimonialgerichtsamkeit auf ihren Gütern und verschärfte damit die Leibeigenschaft der Bauern.
In den ersten Jahren leisteten Christian II. und seine Gefolgsleute um Søren Norby noch einige Zeit Widerstand. Es kam wiederholt zu Aufständen in Jütland und Schonen. Durch eine vereinigte dänische, lübische und schwedische Flotte wurde Norby schließlich am  24. August 1526 bei Blekinge vernichtend geschlagen. Die Lübecker erhielten dafür die Insel Bornholm und für fünf Jahre die Einnahmen der Insel Gotland als Pfandbesitz.
1526 verständigte sich Friedrich mit den Hansestädten Hamburg und Lübeck darauf, den Bau des Alster-Beste-Kanals weiterzuführen und gemeinsam zu finanzieren.
Seine Stellung zur Reformation erscheint zwiespältig. In der Handfeste bei seiner Wahl hatte er der katholischen Kirche Schutz versprochen. Tatsächlich säkularisierte er den kirchlichen Besitz nicht, duldete jedoch gleichzeitig lutherische Prediger und tat nichts gegen die Vertreibung von Bettelmönchen aus den Städten. 1526 verheiratete er seine älteste Tochter mit Albrecht von Preußen, der seit 1523 die Reformation im ehemaligen Deutschordensstaat einführte. Ebenfalls 1526 ernannte er den wegen seiner reformierten Predigt bedrohten Hans Tausen zu seinem Privatkaplan. 1527 sicherte er den Lutheranern auf dem Reichstag zu Odense Duldung zu. Im selben Jahr kam Melchior Hofmann auf Friedrichs Einladung als Prediger nach Kiel. Im Streit mit Nikolaus von Amsdorf berief sich Hofmann später auf königlichen Schutz. Er widmete Friedrichs zweiter Frau Sophia eine seiner Schriften. Doch war seine Theologie nicht tragbar. Nach der vom König einberufenen Flensburger Disputation am 8. April 1529 im Barfüßlerkloster der Stadt Flensburg unter dem Vorsitz des Kronprinzen, Herzog Christian, wurde die Einführung der Reformation in Dänemark und Schleswig-Holstein beschlossen. Hoffmann musste bald darauf das Land verlassen. Der neue König Christian III. setzte die Einführung der Reformation kurze Zeit später um.  Schon 1532 war Dänemark dem Schmalkaldischen Bund beigetreten.
1531 hatte Friedrichs abgesetzter Neffe Christian II. den Versuch unternommen, Norwegen zurückzuerobern. Mit Lübecker Hilfe zwang Friedrich ihn dazu, zu Verhandlungen mit seinem Onkel nach Kopenhagen zurückzukehren. Er wurde jedoch festgenommen und im Schloss Sonderburg gefangengesetzt.
Friedrich starb am 10. April 1533 und wurde im St. Petri-Dom zu Schleswig bestattet. Im nördlichen Chorschiff  befindet sich sein Kenotaph. Es wurde 1552 durch den flämischen Bildhauer Cornelis Floris geschaffen. Der letzte Ruheort Friedrichs I. im Schleswiger Dom ist allerdings nicht genau zu bestimmen. Friedrich I. ist neben Erik VII. der einzige dänische König, dessen Grabstätte sich jenseits der modernen Grenzen Dänemarks befindet.
Nach seinem Tod brach Streit um seine Nachfolge aus. Da der dänische Adel den jüngeren Sohn Johann dem älteren Christian vorzog, kam es zu einem Machtvakuum, das Anhänger von Christian II. auszunutzen versuchten (siehe: Grafenfehde).

## Abstammung
|  | |  |  |  |  |  |  |  |  |  |  |  |  |  |  |  |
|  | Christian V. (Oldenburg) (~1342–~1399)                                                               |  |  |  |  |  |  |  |  |  |  |  |  |  |  |  |
|  | |  |  |  |  |  |  |  |  |  |  |  |  |  |  |  |
|  | |  |  |  |  |  |  |  |  |  |  |  |  |  |  |  |
|  | Dietrich von Oldenburg (1390–1440) Graf von Oldenburg und Delmenhorst                                |  |  |  |  |  |  |  |  |  |  |  |  |  |  |  |
|  | |  |  |  |  |  |  |  |  |  |  |  |  |  |  |  |
|  | |  |  |  |  |  |  |  |  |  |  |  |  |  |  |  |
|  | Agnes von Hohnstein-Heringen (1360–1404)                                                             |  |  |  |  |  |  |  |  |  |  |  |  |  |  |  |
|  | |  |  |  |  |  |  |  |  |  |  |  |  |  |  |  |
|  | |  |  |  |  |  |  |  |  |  |  |  |  |  |  |  |
|  | Christian I. (Dänemark, Norwegen und Schweden) (1426–1481) König von Dänemark, Norwegen und Schweden |  |  |  |  |  |  |  |  |  |  |  |  |  |  |  |
|  | |  |  |  |  |  |  |  |  |  |  |  |  |  |  |  |
|  | |  |  |  |  |  |  |  |  |  |  |  |  |  |  |  |
|  | Gerhard VI. (Holstein-Rendsburg) (1367–1404)                                                         |  |  |  |  |  |  |  |  |  |  |  |  |  |  |  |
|  | |  |  |  |  |  |  |  |  |  |  |  |  |  |  |  |
|  | |  |  |  |  |  |  |  |  |  |  |  |  |  |  |  |
|  | Heilwig von Holstein (1400–1436) Gräfin von Oldenburg                                                |  |  |  |  |  |  |  |  |  |  |  |  |  |  |  |
|  | |  |  |  |  |  |  |  |  |  |  |  |  |  |  |  |
|  | |  |  |  |  |  |  |  |  |  |  |  |  |  |  |  |
|  | Elisabeth von Braunschweig (Holstein-Rendsburg)                                                      |  |  |  |  |  |  |  |  |  |  |  |  |  |  |  |
|  | |  |  |  |  |  |  |  |  |  |  |  |  |  |  |  |
|  | |  |  |  |  |  |  |  |  |  |  |  |  |  |  |  |
|  | Friedrich I. (Dänemark und Norwegen) (1471–1533) König von Dänemark und Norwegen                     |  |  |  |  |  |  |  |  |  |  |  |  |  |  |  |
|  | |  |  |  |  |  |  |  |  |  |  |  |  |  |  |  |
|  | |  |  |  |  |  |  |  |  |  |  |  |  |  |  |  |
|  | Friedrich I. von Brandenburg (1371–1440)                                                             |  |  |  |  |  |  |  |  |  |  |  |  |  |  |  |
|  | |  |  |  |  |  |  |  |  |  |  |  |  |  |  |  |
|  | |  |  |  |  |  |  |  |  |  |  |  |  |  |  |  |
|  | Johann (Brandenburg-Kulmbach) (1406–1464) Markgraf von Brandenburg-Kulmbach                          |  |  |  |  |  |  |  |  |  |  |  |  |  |  |  |
|  | |  |  |  |  |  |  |  |  |  |  |  |  |  |  |  |
|  | |  |  |  |  |  |  |  |  |  |  |  |  |  |  |  |
|  | Elisabeth von Bayern (1383–1442)                                                                     |  |  |  |  |  |  |  |  |  |  |  |  |  |  |  |
|  | |  |  |  |  |  |  |  |  |  |  |  |  |  |  |  |
|  | |  |  |  |  |  |  |  |  |  |  |  |  |  |  |  |
|  | Dorothea von Brandenburg-Kulmbach (1430–1495)                                                        |  |  |  |  |  |  |  |  |  |  |  |  |  |  |  |
|  | |  |  |  |  |  |  |  |  |  |  |  |  |  |  |  |
|  | |  |  |  |  |  |  |  |  |  |  |  |  |  |  |  |
|  | Rudolf III. (Sachsen-Wittenberg) Kurfürst des Heiligen Römischen Reiches                             |  |  |  |  |  |  |  |  |  |  |  |  |  |  |  |
|  | |  |  |  |  |  |  |  |  |  |  |  |  |  |  |  |
|  | |  |  |  |  |  |  |  |  |  |  |  |  |  |  |  |
|  | Barbara von Sachsen-Wittenberg (1405–1465)                                                           |  |  |  |  |  |  |  |  |  |  |  |  |  |  |  |
|  | |  |  |  |  |  |  |  |  |  |  |  |  |  |  |  |
|  | |  |  |  |  |  |  |  |  |  |  |  |  |  |  |  |
|  | Barbara von Schlesien-Liegnitz (–1435)                                                               |  |  |  |  |  |  |  |  |  |  |  |  |  |  |  |
|  | |  |  |  |  |  |  |  |  |  |  |  |  |  |  |  |
|  | |  |  |  |  |  |  |  |  |  |  |  |  |  |  |  |

## Ehen und Nachkommen
Friedrich heiratete am 10. April 1502 Anna von Brandenburg; aus der Ehe gingen zwei Kinder hervor:
- Christian III. (1503–1559), König von Dänemark und Norwegen

⚭ 1525 Prinzessin Dorothea von Sachsen-Lauenburg-Ratzeburg (1511–1571)
- Dorothea (1504–1547)

⚭ 1526 Albrecht von Brandenburg-Ansbach (1490–1568), Herzog von Preußen
In zweiter Ehe vermählte er sich am 9. Oktober 1518 mit Sophia von Pommern (1498–1568), mit der er sechs Kinder hatte:
- Johann (* 29. Juni 1521; † 1. Oktober 1580), Herzog von Schleswig-Holstein-Hadersleben
- Elisabeth (* 14. Oktober 1524; † 15. Oktober 1586), verheiratet mit Herzog Magnus von Mecklenburg-Schwerin (* 1524; † 1550), dann verheiratet mit Herzog Ulrich III. von Mecklenburg-Güstrow (* 1527; † 1603)
- Adolf (* 25. Januar 1526; † 1. Oktober 1586), Herzog von Schleswig-Holstein-Gottorf
- Anna (* ?; † 4. Juni 1535)
- Dorothea (* 1528; † 11. November 1575), verheiratet mit Christoph von Mecklenburg-Schwerin
- Friedrich (* 13. April 1532; † 27. Oktober 1556), Fürstbischof von Hildesheim und Schleswig

Zudem war er Vater mindestens einer unehelichen Töchter namens Katharina, die um das Jahr 1513 den gottorfischen Heerführer Hermann Hoyer heiratete und anschließend in Husum lebte. Die Überlieferung einer zweiten Tochter namens Geseke (Margarethe), welche die Mutter von Matthias und Johann Knutzen gewesen sein soll, gehört jedoch ins Reich der Legenden.